# Erica caterviflora
Erica caterviflora är en ljungväxtart som beskrevs av Richard Anthony Salisbury. Erica caterviflora ingår i släktet klockljungssläktet, och familjen ljungväxter. Utöver nominatformen finns också underarten E. c. glabrata.